# Jefferson (Geòrgia)
Jefferson és una població dels Estats Units a l'estat de Geòrgia. Segons el cens del 2006 tenia 6.456 habitants.

## Demografia
Segons el cens del 2000, Jefferson tenia 3.825 habitants, 1.415 habitatges, i 1.047 famílies. La densitat de població era de 77,8 habitants/km².
Dels 1.415 habitatges en un 37,2% hi vivien nens de menys de 18 anys, en un 55% hi vivien parelles casades, en un 15,6% dones solteres, i en un 26% no eren unitats familiars. En el 23,3% dels habitatges hi vivien persones soles el 9,2% de les quals corresponia a persones de 65 anys o més que vivien soles. El nombre mitjà de persones vivint en cada habitatge era de 2,67 i el nombre mitjà de persones que vivien en cada família era de 3,15.
Per edats la població es repartia de la següent manera: un 28,1% tenia menys de 18 anys, un 8% entre 18 i 24, un 30,1% entre 25 i 44, un 21,4% de 45 a 60 i un 12,5% 65 anys o més.
L'edat mediana era de 35 anys. Per cada 100 dones de 18 o més anys hi havia 84 homes.
La renda mediana per habitatge era de 41.146 $ i la renda mediana per família de 46.755 $. Els homes tenien una renda mediana de 33.512 $ mentre que les dones 25.250 $. La renda per capita de la població era de 18.456 $. Entorn del 12,5% de les famílies i el 15,2% de la població estaven per davall del llindar de pobresa.

## Poblacions més properes
El següent diagrama mostra les poblacions més properes.